# Turnše
Turnše – wieś w Słowenii, w gminie Domžale. W 2018 roku liczyła 270 mieszkańców.